# A kullancs (televíziós sorozat, 1994)
A kullancs (eredeti cím: The Tick) amerikai rajzfilmsorozat, amely az azonos nevű képregényszereplő alapján készült. Ben Edlund készítette. A sorozat 3 évadot élt meg 36 epizóddal.
A sorozatot az Amerikai Egyesült Államokban a Fox Kids adta 1994. szeptember 10. és 1996. november 24. között. Magyarországon szintén a Fox Kids és a Jetix vetítette, majd később a TV2 is bemutatta a Fox Kids blokkjában. Később készült belőle egy élőszereplős sorozat is az Amazon Prime Video gyártásában.
A sorozat a Kullancs nevű szuperhősről szól, aki a városát védi a gonoszoktól segítőivel együtt.
A rajzfilm különleges, fekete és felnőtt humorú szatirikus stílusa azonban megkülönbözteti a Kullancsot a többi hasonló jellegű hőstől és hős-sorozattól.

## Epizódok
| #   | #   | Eredeti cím                        | Magyar cím                           | Eredeti premier      | Magyar premier |
| --- | --- | ---------------------------------- | ------------------------------------ | -------------------- | -------------- |
| 1.  | 1.  | The Tick vs. The Idea Men          | A kullancs és az ötletember          | 1994. szeptember 10. |                |
| 2.  | 2.  | The Tick vs. Chairface Chippendale | A kullancs és a székképű csippendér  | 1994. szeptember 17. |                |
| 3.  | 3.  | The Tick vs. Dinosaur Neil         | A kullancs és Dínó Norbert           | 1994. szeptember 24. |                |
| 4.  | 4.  | The Tick vs. Mr. Mental            | A kullancs Mentál úr ellen           | 1994. október 1.     |                |
| 5.  | 5.  | The Tick vs. The Breadmaster       | A kullancs a kenyérmester ellen      | 1994. október 8.     |                |
| 6.  | 6.  | The Tick vs. El Seed               | A kullancs a magonc ellen            | 1994. október 15.    |                |
| 7.  | 7.  | The Tick vs. The Tick              | A kullancs a kullancs ellen          | 1994. október 22.    |                |
| 8.  | 8.  | The Tick vs. The Uncommon Cold     | A kullancs és a nem közönséges nátha | 1994. október 29.    |                |
| 9.  | 9.  | The Tick vs. Brainchild            | A kullancs és a gonosz gyermek       | 1994. november 5.    |                |
| 10. | 10. | The Tick vs. Pineapple Pokopo      | A kullancs ananász Anasztáz ellen    | 1994. november 12.   |                |
| 11. | 11. | The Tick vs. The Mole-Men          | A kullancs és a vakondnépség         | 1994. november 19.   |                |
| 12. | 12. | The Tick vs. The Proto-Clown       | A kullancs a bohóc ellen             | 1995. február 4.     |                |
| 13. | 13. | The Tick vs. Arthur's Bank Account | A kullancs Arthur bankszámlája ellen | 1995. február 11.    |                |